# Krobathen, Glanegg
Krobathen je naselje v Občini Glanegg v Okraju Trg na Koroškem v Avstriji.